# TVants
TVants는 중화인민공화국의 저장 대학(浙江大学)에서 만든 P2PTV 소프트웨어 중 하나이다.
이 프로그램 사용자의 특성상, 대부분의 방송은 아시아에서 방영하는 방송이다. 축구 경기를 시청하기 위한 수단으로 유명해졌다. 영어로된 축구 경기를 주로 방영하고 있으나, 영문권의 사용자를 대상으로 하지는 않고 있다.
다른 채널은 주로 아시아에서 방영하는 음악, 영화, 뉴스, 패션 등을 방영한다. 대한민국에서 방영하는 SBS, KBS, MBC를 고화질로 볼 수 있다.

## 같이 보기
- P2PTV